# Трое в каноэ
«Трое в каноэ» (англ. Without a Paddle) — американская кинокомедия режиссёра Стивена Брилла, вышедшая в прокат в 2004 году. А уже в 2009 году, сразу на DVD, вышло продолжение, срежиссированное Эллори Элкайемом  «Трое в каноэ 2: Зов природы».

## Сюжет
История про трех лучших друзей детства из большого города. Всю жизнь они мечтали найти 200 000$, затерянных когда-то вместе со знаменитым угонщиком самолёта Д. Б. Купером. После смерти одного из друзей остальные, уже мужчины, навещают места своего детства и обнаруживают, что их погибший друг раскрывал пропажу их кумира — Д. Б. Купера. Они решают осуществить давнюю мечту и отправляются на поиски «сокровищ». Вместе с каноэ, на котором друзья достигали цели, они упали с водопада, потеряв при этом провизию, карту ведущую к сокровищам и весь инвентарь.

## В ролях
- Мэттью Лиллард — Джерри Конлейн
- Сет Грин — Дэн Мотт
- Дэкс Шепард — Том Маршалл
- Бёрт Рейнолдс — Дэл Нокс
- Рейчел Бланчард — Флауэр
- Итан Сапли — Элвуд
- Абрахам Бенруби — Деннис
- Кристина Мур — Баттерфляй
- Энтони Старр — Билли
- Даниэль Кормак — Тони
- Бонни Сомервилл — Дениз